# Synagoge (Edelfingen)
Die ehemalige Synagoge in Edelfingen, einem Ortsteil von Bad Mergentheim im Main-Tauber-Kreis, wurde im 16./17. Jahrhundert errichtet und bestand bis 1938/41.

## Geschichte
Die Synagoge befand sich in der ehemaligen „Judengasse“ (heute Alte Frankenstraße). Sie wurde im 16./17. Jahrhundert erbaut. Die Einrichtung bestand aus einer Synagoge, einer Jüdischen Schule und einem rituellen Bad. Die Jüdische Schule war eine israelitische Volksschule, die seit den 1830er-Jahren bis nach dem Ersten Weltkrieg bestand. Diese Schule hatte im Vordergebäude eine Lehrerwohnung. In der Gemeinde arbeitete ein Lehrer, der religiöse Aufgaben, das Vorbeten und das Schächten übernahm. Beigesetzt wurden die Toten auf dem jüdischen Friedhof Unterbalbach. Die Gemeinde gehörte seit 1832 zum Rabbinatsbezirk Bad Mergentheim.